# Монтонг-Гадінг
Монто́нг-Гаді́нг (індонез. Montong Gading) — один з 20 районів округу Східний Ломбок провінції Західна Південно-Східна Нуса у складі Індонезії. Розташований у західній частині. Адміністративний центр — селище Кіланг.
Населення — 41818 осіб (2012; 40886 в 2011, 40603 в 2010, 37509 в 2009, 37014 в 2008).

## Адміністративний поділ
До складу району входять 4 селища та 3 села:
| Населений пунт             | Населення, осіб (2010) |
| -------------------------- | ---------------------- |
| Дженггік-Утара, селище     | 4048                   |
| Кіланг, селище             | 8087                   |
| Монтонг-Беток, селище      | 7276                   |
| Періан, село               | 7120                   |
| Песангграхан, селище       | 6378                   |
| Прінггаджуранг, село       | 3677                   |
| Прінггаджуранг-Утара, село | 4017                   |